# Ettarpsmötet

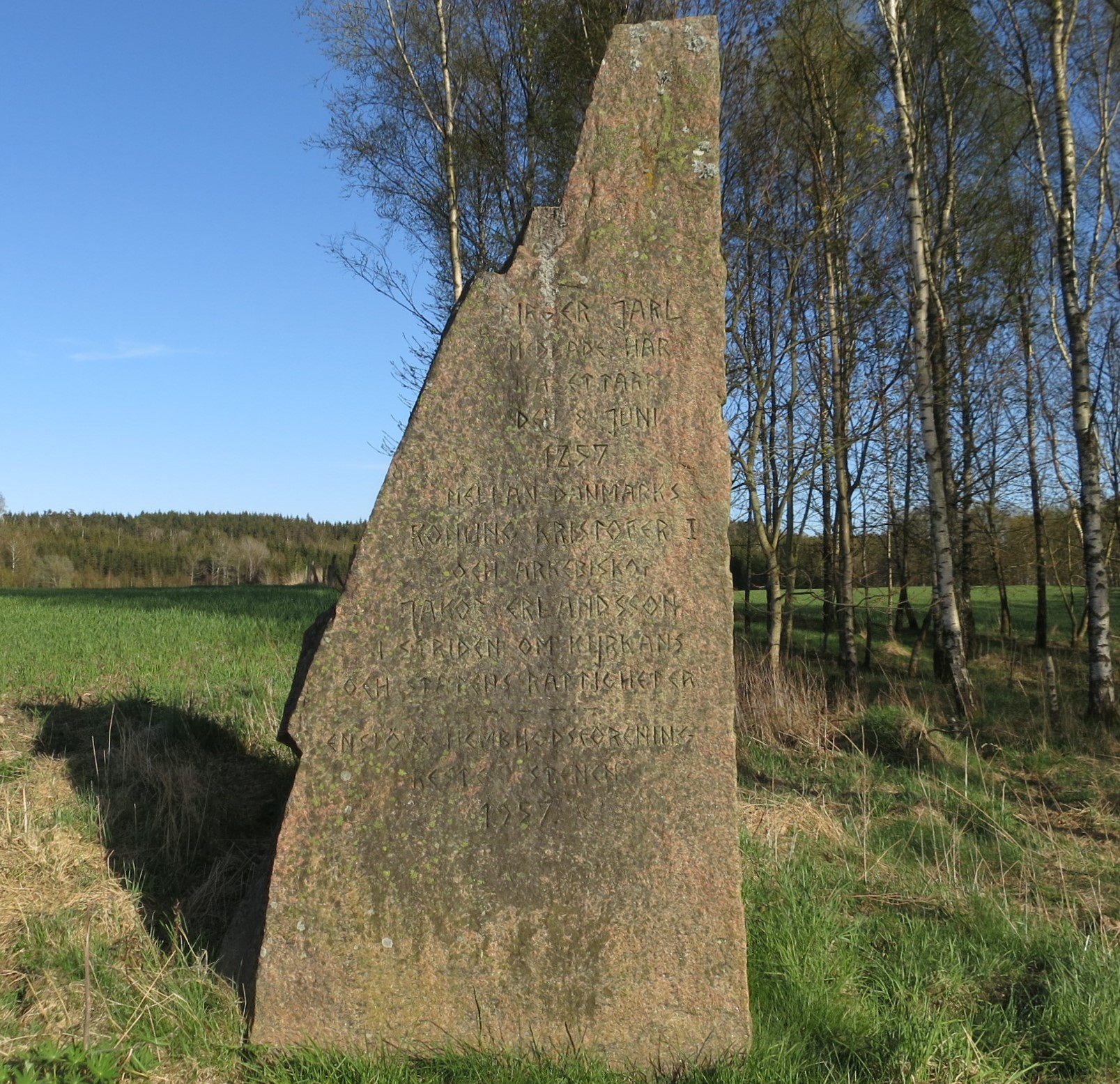
Minnessten, rest 1957. "Birger jarl medlade här på Ettarp den 8 juni 1257 mellan Danmarks kung Kristofer I och ärkebiskop Jakob Erlandsson i striden om kyrkans och statens rättigheter"

Ettarpsmötet var ett nordiskt fredsmöte som hölls 1257 på sätesgården Ettarp i Enslövs socken i Halland.

## Ärkebiskopsstrid
En maktstrid hade utvecklats mellan den danske kungen Kristoffer I och ärkebiskopen i Lund Jacob Erlandsson. För att medla i denna konflikt träffades kung Kristoffer I och Jacob Erlandsson under medling av svensken Birger jarl fredagen den 8 juni 1257 på Ettarps säteri. Alla samlades 3-4 dagar tidigare för förberedande förhandlingar då anklagelser och krav framlades. Med vid mötet var många rådsmän, ädlingar, präster och lekmän.
Konflikten gällde kyrkans och statens rättigheter. Stora delar av allmogen, dominikanermunkarna och de flesta av biskoparna ställde sig på kungens sida. Medlingen misslyckades. Striden om skrån och övriga kyrkorättsliga frågor var därmed avslutad. Skrån kallades den då  gällande skånska kyrkorätten, en överenskommelse mellan bönderna och ärkebiskop Eskil. Den hade sedan 1171 varit gällande kyrkolag i Skåne, Halland och Blekinge. 

Kungens ståndpunkt hade segrat mot ärkebiskopens vilja. Skrån förblev oförändrad, kyrkans privilegier drogs in, ärkebiskopen berövades sina mer eller mindre självtagna rättigheter och kyrkan en väsentlig del av sina inkomster till förmån för staten. År 1259 fängslades ärkebiskop Jacob Erlandsson och 1260 gick han i landsflykt.

Ettarpsmötet var en del i Den stora ärkebiskopsstriden 1254-1274.

## Fredsmöte
Mycket talar för att mötet i Ettarp 1257 var avsett att hållas mellan de tre nordiska regenterna. Detta för att bilägga konflikten mellan Danmark och Norge. Birger jarl och dennes svärson Håkon den unge planlade mötet på Lena gård i Västergötland vid påsken 1257. I början av maj inbjöds den norske kungen Håkon Håkonsson till ett möte i Ettarp. Trots att den norske kungen inte accepterade inbjudan hölls det avtalade mötet. Det kom då att mest handla om striden mellan den danske kungen Kristoffer I och ärkebiskopen i Lund Jacob Erlandsson.

Knappt 3 veckor efter mötet i Ettarp kom kung Håkon Håkonsson med över 300 skepp till Köpenhamn. Den norske och danske kungen ingick där i början av juli månad en förlikning.

## Minnessten
Som ett 700-årsminne reste Enslövs hembygdsförening 1957 en minnessten vid Ettarp, Birger jarl-stenen med texten "Birger jarl medlade här på Ettarp den 8 juni 1257 mellan Danmarks kung Kristofer I och ärkebiskop Jakob Erlandsson i striden om kyrkans och statens rättigheter"